# Plymouth Prowler
Plymouth Prowler – samochód sportowy klasy kompaktowej produkowany pod amerykańską marką Plymouth w latach 1997 – 2001 oraz pod amerykańską marką Chrysler w latach 2001 – 2002.

## Historia i opis modelu

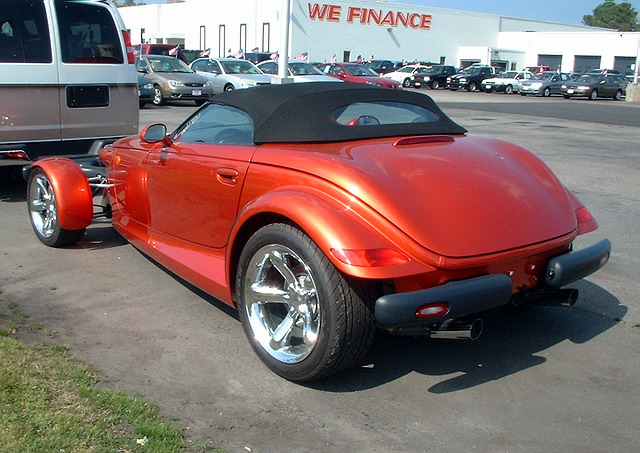
Plymouth Prowler - tył

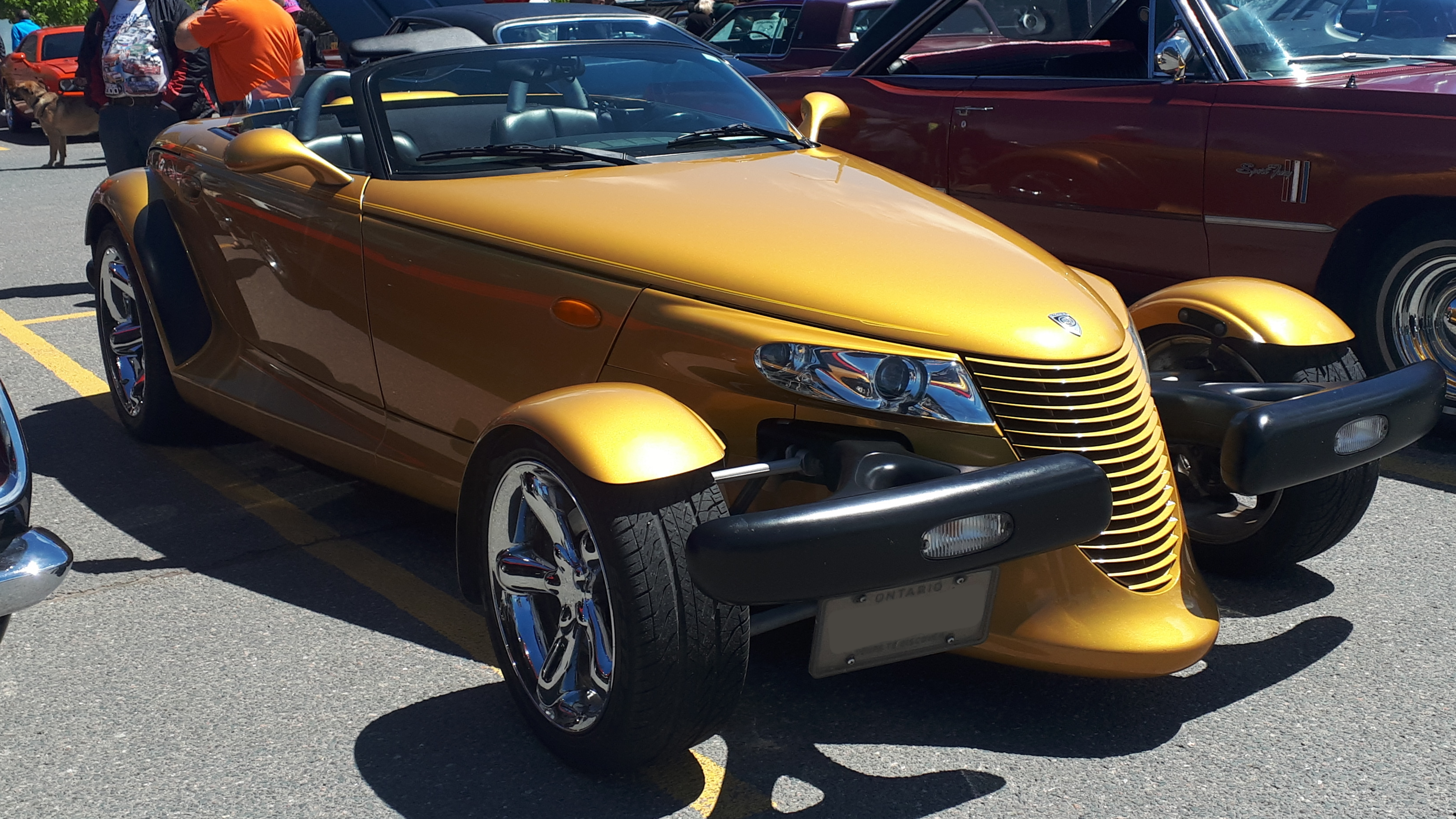
Chrysler Prowler

W 1997 roku Plymouth zaprezentował nowy, niszowy samochód sportowy zbudowany według awangardowej koncepcji. Prowler powstał jako dwumiejscowy roadster, którego stylistyka nawiązuje do pojazdów typu hot rod. Charakterystycznym elementem wyglądu stała się szpiczasta, zwężająca się ku przodowi karoseria oraz wykraczająca daleko poza obrys nadwozia przednia oś. Poza długą maską, najbardziej masywną częścią nadwozia stał się tył z zaokrągloną końcówką, pod którą skrywał się niewielki bagażnik.

### Zmiana marki
W związku z likwidacją marki Plymouth, poprzedzając od 2001 roku Prowler został włączony do oferty marki Chrysler. Pod tą postacią sprzedawano go przez kolejny rok, aż do zakończenia produkcji w 2002 roku.

### Silnik
Prowler napędzany jest silnikiem znanym z samochodów Chryslera opartych na płycie podłogowej LH, 3,5 litrowym V6 generującym moc równą 214 hp. W roku 1999 silnik zastąpiono jego ulepszoną i mocniejszą wersją osiągającą moc 253 hp. Oba silniki łączono z 4-biegową automatyczną skrzynią biegów Autostick. Skrzynia biegów znajduje się z tyłu pojazdu, połączona jest z silnikiem za pomocą wału napędowego. Prowler jest pierwszym tylnonapędowym Plymouthem od czasu rocznika '89 modelu Gran Fury. 

### Sprzedaż
Samochód nie odniósł sukcesu rynkowego – kontrowersje wywołał m.in. układ napędowy i przekładnia biegów. Przez pięć lat produkcji sprzedało się 11 702 sztuk, z czego 8532 pod marką Plymouth, a kolejne 3170 podczas ostatniego roku sprzedaży jako Chrysler.

### Kolory nadwozia
- Prowler Purple Metallic
- Prowler Yellow Clear Coat
- Prowler Black Clear Coat
- Prowler Red Clear Coat
- Prowler Bright Silver Metallic
- Woodward Edition (Two-tone Black/Red)
- Black Tie Edition (Two-tone Black/Silver)
- Prowler Orange Pearl Coat
- Midnight Blue Pearl Coat - Mulholland Edition
- Inca Gold Pearl Coat
- Deep Candy Red Pearl Coat
- High Voltage Blue Pearl Coat - Conner Avenue Edition